# Marin Šego
Marin Šego (ur. 2 sierpnia 1985 w Mostarze) – chorwacki piłkarz ręczny, bramkarz, od 2016 zawodnik Pick Szeged.
Występował w bośniackich: Izviđač Ljubuški i Zrinski Mostar, następnie był graczem chorwackiego RK Međimurje. W latach 2008–2012 grał w RK Zagrzeb, z którym czterokrotnie zdobył mistrzostwo Chorwacji i czterokrotnie wywalczył puchar kraju. Przez następne dwa lata reprezentował barwy Wisły Płock. W 2014 podpisał trzyletni kontrakt z Vive Kielce. Z kieleckim klubem wygrał w sezonie 2015/2016 rozgrywki Ligi Mistrzów – w finałowym meczu z Veszprém (39:38) obronił m.in. rzut karny wykonywany w serii rzutów karnych przez Gašpera Marguča. W lipcu 2016 został graczem Picku Szeged, z którym związał się trzyletnią umową.
Reprezentant Chorwacji. W 2011 wystąpił w mistrzostwach świata w Szwecji. Będąc bramkarzem rezerwowym, dysponował w tym turnieju skutecznością interwencji na poziomie 27%.

## Sukcesy
RK Zagrzeb
- Mistrzostwo Chorwacji: 2009, 2010, 2011, 2012
- Puchar Chorwacji: 2009, 2010, 2011, 2012

Vive Tauron Kielce
- Liga Mistrzów: 2016
- 3. miejsce w Lidze Mistrzów: 2015
- Mistrzostwo Polski: 2015, 2016
- Puchar Polski: 2015, 2016